# XQc

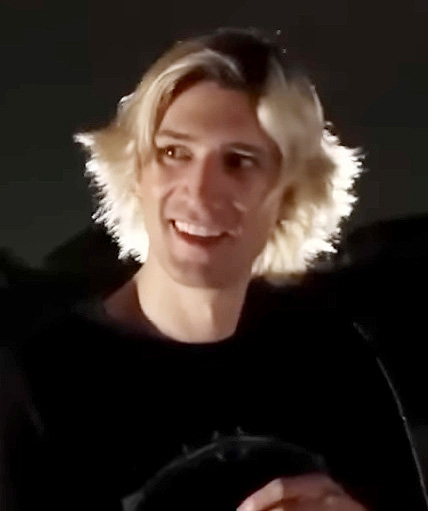
2023년 모습

xQc(엑스큐시, 본명: 펠릭스 랑젤, Félix Lengyel, 프랑스어 발음: [feliks lɑ̃ʒɛl], 구 활동명: xQcOW, 1995년 11월 12일 ~ )는 캐나다의 온라인 스트리머이자 전 프로 오버워치 선수이다.
랑젤은 스트리밍 경력으로 널리 알려져 있지만 처음에는 프로 오버워치 플레이어로 인정을 받았다. 그의 e스포츠 경력은 2016년에 시작되었으며, 그 동안 정기적으로 스트리밍도 시작했다. 2017년 말에 오버워치 리그 첫 시즌에 경쟁하는 팀인 댈러스 퓨얼(Dallas Fuel)에 합류했다. 그러나 댈러스 퓨얼에서 보낸 시간은 논란으로 인해 훼손되었으며, 그 결과 반복적인 정지 처분을 받았고 결국 시즌 중간에 팀에서 방출되었다. 또한 랑젤은 2017년부터 2019년까지 오버워치 월드컵에서 캐나다 팀을 대표했다.
랑젤은 경쟁적인 오버워치를 떠난 후 트위치에서 풀타임 스트리밍 경력을 쌓는 데 집중했다. 이 기간 동안 그는 센티널스(Sentinels) 및 루미너시티 게이밍(Luminosity Gaming)과 같은 여러 e스포츠 조직과 콘텐츠 제작자로 계약을 맺었다. 스트리밍 경력 전반에 걸쳐 랑젤은 플랫폼 지침을 위반하여 트위치에서 여러 차례 금지 및 정지를 받았다. 이러한 사건에는 노골적인 콘텐츠 표시, 공격적인 발언, 스트림 저격 관련이 포함되었다. 이러한 논란에도 불구하고 랑젤은 대규모의 열성적인 팬층을 유지하며 지속적으로 높은 시청률을 기록하고 있다. 그는 2020년부터 2022년까지 3년 연속 트위치에서 가장 많이 시청한 스트리머라는 영예를 얻었다. 2023년 6월 랑젤은 킥 (서비스)에서 스트리밍하기 위해 2년간의 비독점 1억 달러 계약을 체결했다.